# Handball-Außenspieler

Die Spielpositionen der Außenspieler

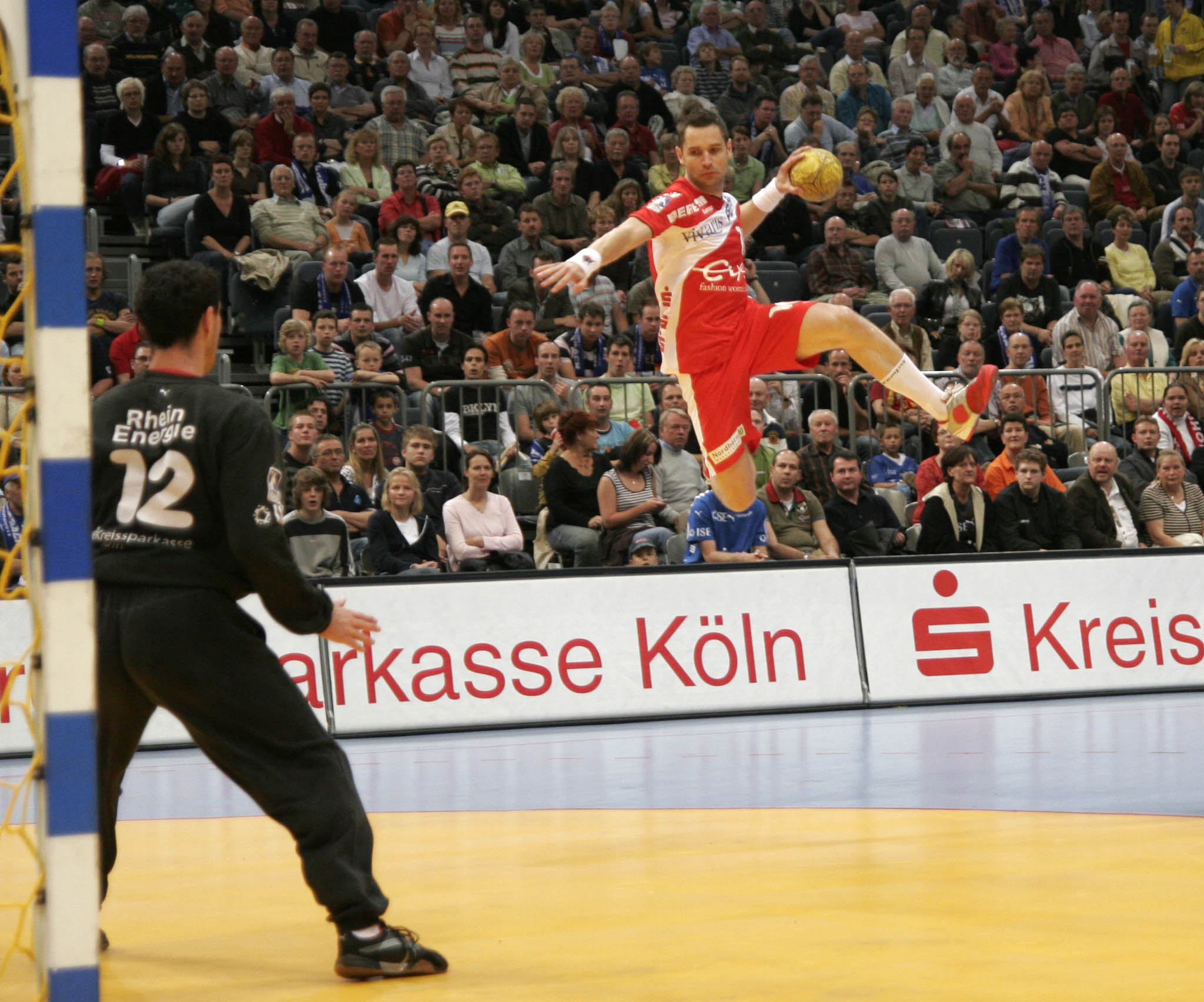
Jan Filip, ein Rechtsaußen

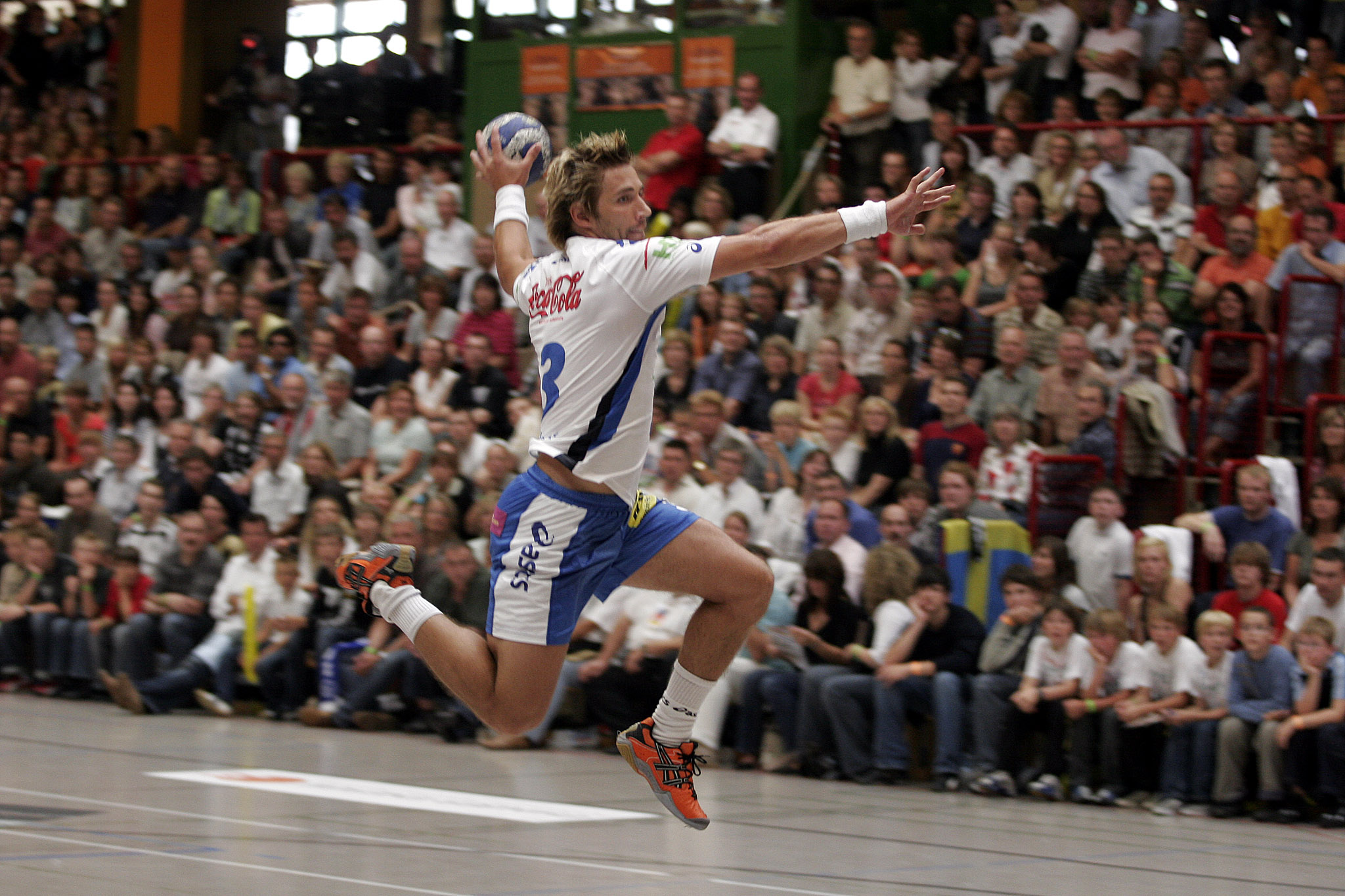
Stefan Schröder (Rechtsaußen) schließt einen Tempogegenstoß ab

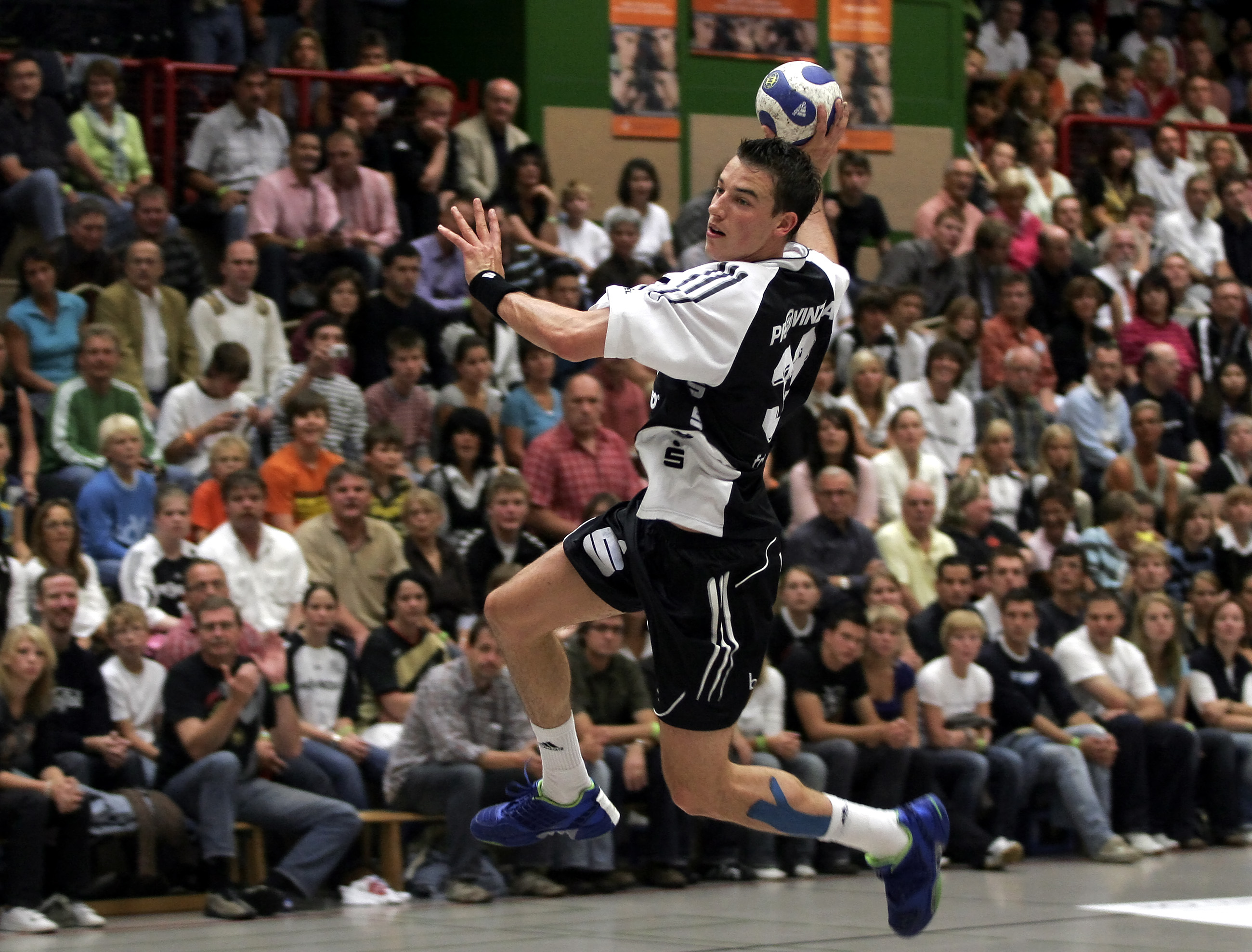
Dominik Klein (Linksaußen) schließt einen Tempogegenstoß ab

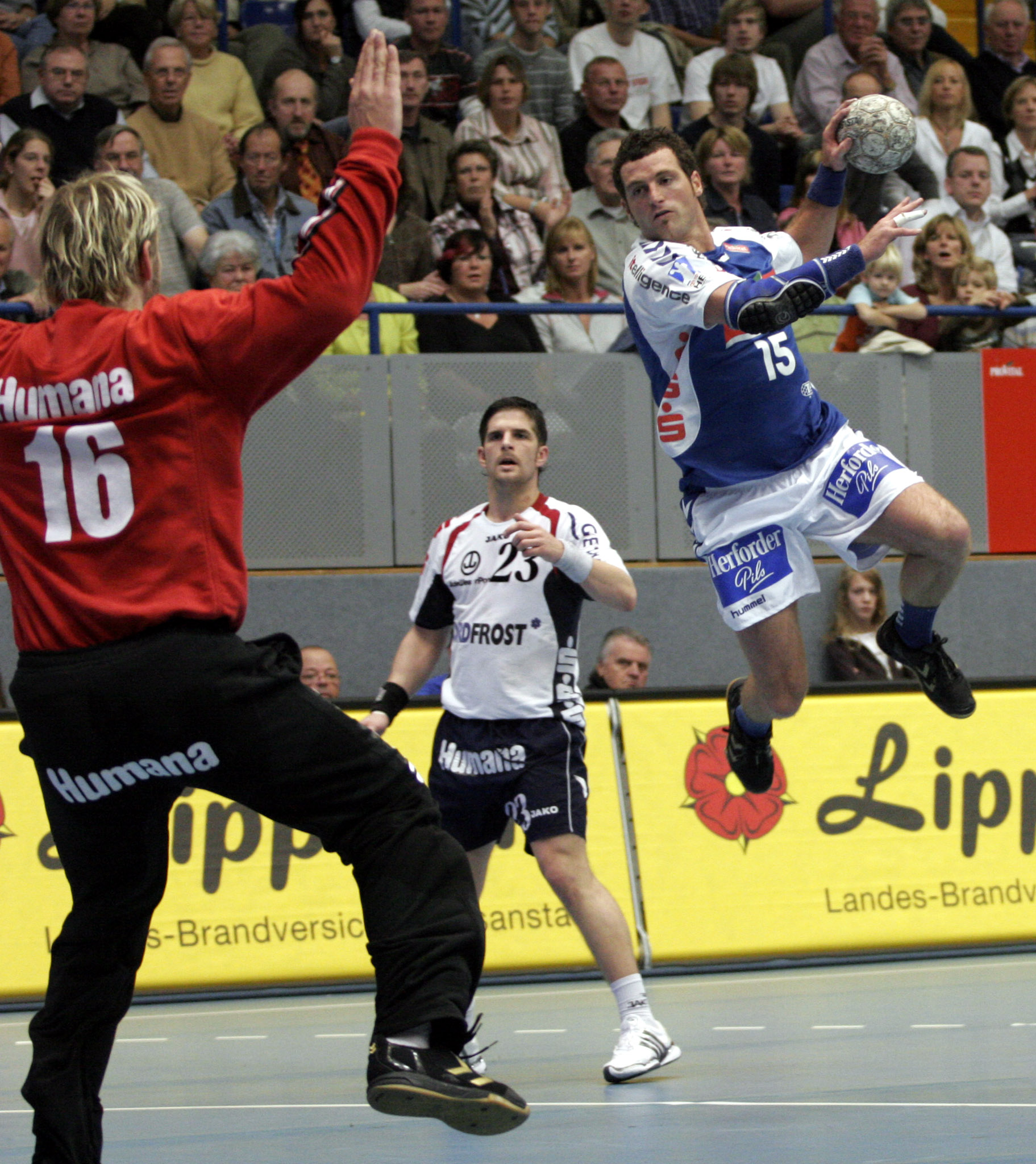
Florian Kehrmann, (Rechtsaußen) beim Torwurf von Rechtsaußen

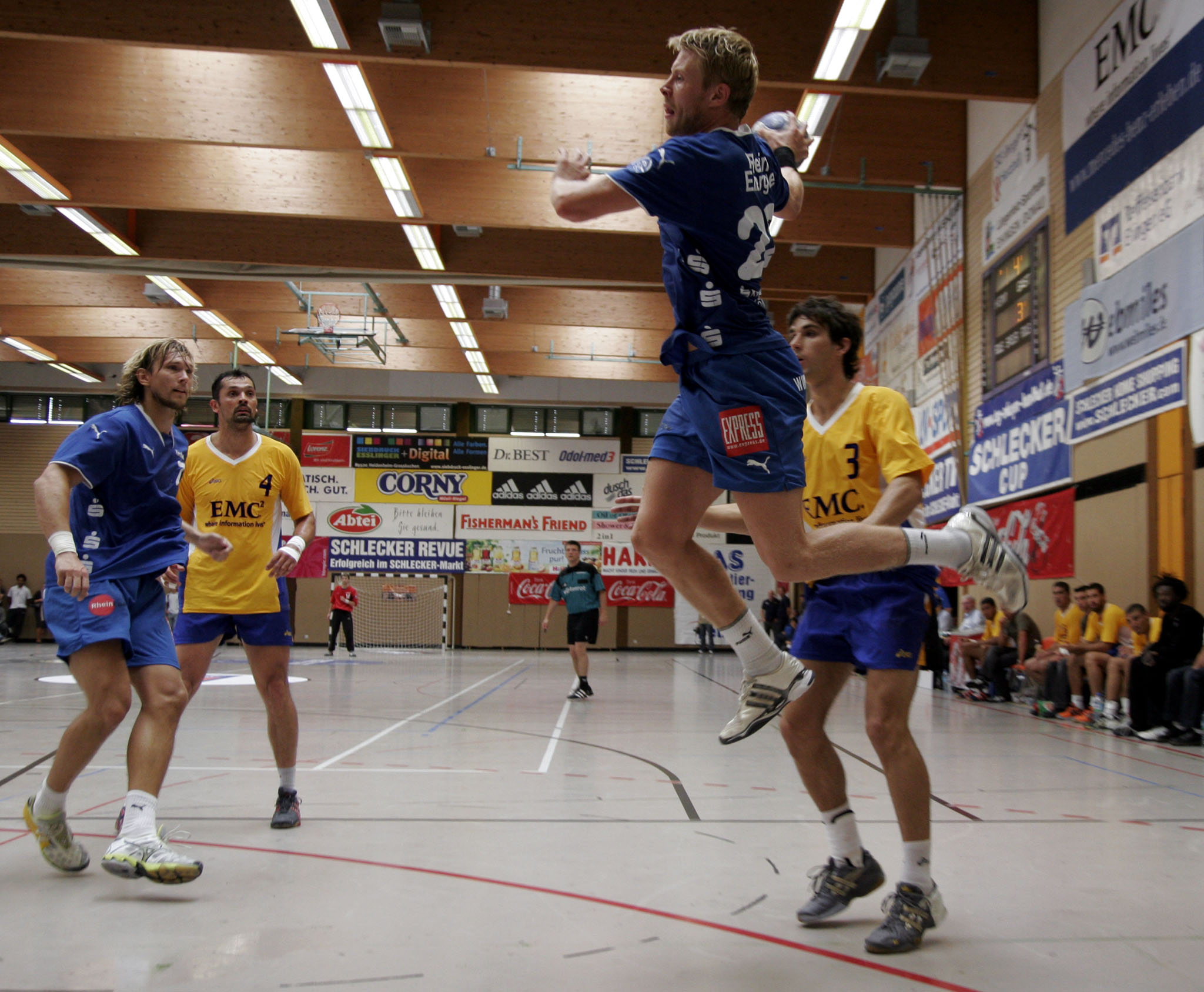
Guðjón Valur Sigurðsson, beim Torwurf von Linksaußen

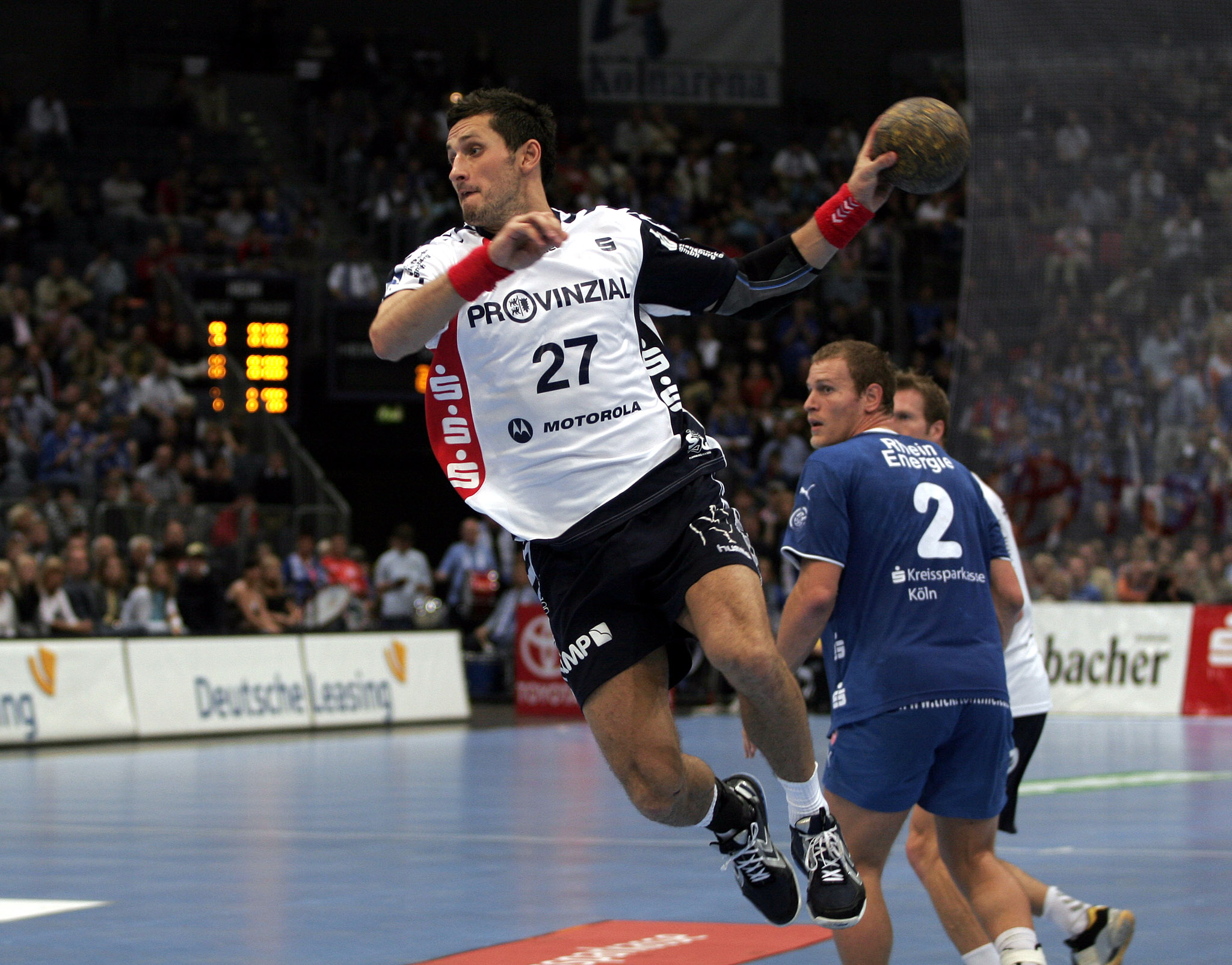
Alexander Petersson, ein Rechtsaußen nach dem Einlaufen am Kreis beim Torwurf

Ein Außenspieler ist eine Spielposition beziehungsweise ein Spieler im Handball. In Österreich ist die Bezeichnung hierfür Flügelspieler, in der Schweiz wird der Außenspieler nur Flügel genannt. In einem Handballspiel gibt es bei jeder Mannschaft zwei Außenspieler auf dem Spielfeld: einen Linksaußen und einen Rechtsaußen. Die Außenspieler nehmen im Angriff, vom eigenen Torwart aus betrachtet, die linke (Linksaußen) beziehungsweise die rechte (Rechtsaußen) Spielposition ein. Sie sind meistens sprungkräftige und schnelle Spieler.

## Aufgaben der Außenspieler
Anders als beispielsweise im Fußball sind im Handball die Außenspieler auch für Torerfolge zuständig. Abhängig vom Spieler, der Spielsituation und der gegnerischen Deckung können sich die Außenspieler im Angriff entweder ganz außen, in der Nähe der Ecke, oder aber im Bereich des Schnittpunktes der 9-Meterlinie mit der Außenlinie befinden. Der Außenspieler darf aber während des Spiels – wie alle anderen Spieler auch – das Spielfeld nur im Bereich der Wechselzone verlassen.
Eine typische Angriffsvariante eines Außenspielers ist das Einlaufen. Dabei bewegt sich der Spieler von der Außenposition aus kommend, meist hinter der gegnerischen Deckung und somit für den Gegner überraschend, am Kreis auf eine Kreisläufer-Position. Dort kann er dann von einem der Rückraumspieler angespielt werden.
Im Überzahlspiel, das heißt, die verteidigende Mannschaft hat wegen einer Zeitstrafe einen oder mehrere Feldspieler weniger auf der Spielfläche, ist in vielen Fällen der Außenspieler derjenige, der den Angriff abschließt. Seine Mitspieler üben durch schnelles Ballspiel und „Stoßbewegungen“ Druck auf die Deckung aus, bis diese dem Überzahlspiel durch „Schieben“ des Deckungsverbandes zur ballführenden Seite hin nicht mehr folgen kann. Der dann meist freie Außenspieler – es kann sowohl der Links- als auch der Rechtsaußen sein – kommt dann sehr oft frei zum Wurf.
Eine der wichtigsten Aufgaben der Außenspieler liegt im Tempogegenstoß. Die Außenspieler können sich frühzeitig, meist schon beim Wurfansatz des Gegners (wenn der Ball sich auf der anderen Seite befindet) von ihren Außenpositionen absetzen. Deshalb findet man in den oberen Spielklassen fast ausschließlich sprintstarke und sprungkräftige Spieler auf Links- beziehungsweise Rechtsaußen.
Während im Leistungshandball auf den Außenpositionen hochspezialisierte Spieler eingesetzt werden, sind gerade im Jugendbereich die schwächeren Spieler meist auf den Außenpositionen zu finden. Um eine vorzeitige Festlegung auf Spielpositionen zu verhindern und allen Spielern möglichst gleiche Chancen zu bieten, muss im Bereich des Deutschen Handballbundes im Jugendbereich von Minis bis C-Jugend mit einer offenen Deckung gespielt werden.
In der Deckung spielen die Außenspieler in der Regel auch auf den gleichen Außenpositionen. Bei einer offensiveren 5-1- oder 3-2-1-Deckung spielen sie aber oft auch den „Vorgezogenen“. Eine Ausnahme dabei war beispielsweise Torsten Jansen, der in der Deckung meist die Halbposition einnahm, während sein deckungsschwächerer Kollege Pascal Hens – im Angriff Rückraumlinks – dann auf die Außenposition ging. Auch Magnus Landin Jacobsen und Dylan Nahi können ihre Mitspieler auf diese Weise entlasten.

## Unterschiede zwischen Linksaußen und Rechtsaußen
Die Linksaußenposition wird vom Rechtshänder besetzt. Anders ist die Situation für die Rechtsaußenposition. Es ist die Position für Linkshänder. Bedingt durch die Ballführung mit der linken Hand, die auf dieser Position einen deutlich günstigeren Winkel zum Tor ermöglicht, sind Linkshänder am rechten Flügel gegenüber jedem Rechtshänder klar im Vorteil. Die Winkelverhältnisse sind zwar auf beiden Außenpositionen selbstverständlich gleich, doch gibt es – insbesondere bei Frauen – erheblich mehr Rechtshänder als Linkshänder. In nahezu allen Spitzenmannschaften ist die Rechtsaußenposition von einem Linkshänder besetzt.

## Bekannte Außenspieler

### Linksaußen
- Uwe Gensheimer
- Lars Christiansen
- Anders Eggert
- Jochen Fraatz
- Jonas Källman
- Dominik Klein
- Stefan Kretzschmar
- Hartmut Krüger
- Mateusz Jachlewski
- Torsten Jansen
- Manuel Štrlek
- Guðjón Valur Sigurðsson
- Yves Grafenhorst
- Mandy Hering
- Nadine Härdter
- Håvard Tvedten
- Tomasz Tłuczyński
- Michaël Guigou
- Samuel Honrubia
- Raul Santos
- Konrad Wilczynski
- Sebastian Frimmel

### Rechtsaußen
- Patrick Groetzki
- Hans Lindberg
- Lasse Svan
- Ivan Čupić
- Johannes Sellin
- Mirza Džomba
- Luc Abalo
- Vid Kavtičnik
- Florian Kehrmann
- Johan Petersson
- Christian Schöne
- Stefan Schröder
- Christian Sprenger
- David Szlezak
- Patryk Kuchczyński
- Vedran Zrnić
- Ulrike Mertesacker
- Sabrina Richter
- Svenja Huber
- Kira Eickhoff
- Robert Weber